# لغة آومي
لغة آومي (بالإنجليزية: Ömie language)‏ هي لغة من لغات ترانس غينيا الجديدة يتكلم بها 800 (منهم 400 أحادي اللغة) شخص في منطقة في بابوا غينيا الجديدة.